# Юлен
„Юлен“ е резерват, разположен в Национален парк „Пирин“. Заема територия с площ 3156,2 хектара.

## Статут
Създаден е на 26 август 1994 година със заповед РД-223/26.08.1994 г. на Министерството на околната среда. Целта е наблюдение на растежа на различни алпийски и високопланински растителни видове без влиянието на човека върху тях. Основна задача на резервата е също защитата на редките растителни и животински видове, които се срещат на територията на резервата.

## Местоположение
„Юлен“ се намира между 1600 и 2850 м надморска височина. В резервата могат да се видят различни скални форми образувани вследствие промяната на климата. Скалната основа на резервата е изградена основно от гранит и гранитогнайс. В отделни части се срещат скали изградени от карбонатно-силициева свита.
Има голямо разнообразие от водни басейни. На територията на „Юлен“ са множество езерни групи и комплекси – Василашките, Типитцките, Стражишките, Полежанските, Дисилишките езера, както и няколко отделни езера. Тези езера дават началото на няколко малки реки.
Климатът е планински, което се дължи на голямата надморска височина на „Юлен“. Почвите са предимно кафяви горски и планински ливадни почви.

## Флора
От особена важност са вековните гори от бяла мура, бял бор, обикновен смърч и ела. Срещат се също и отделни групи и единични дървета от черна мура. На територията на резервата са установени над 700 вида висши растения, от които 44 са включени в Червената книга на България. Срещат се също и цъфтящите видове планински божур, нарцисоцветна съсънка и златиста кандилка. Установени са видове, които са съществували още по време на ледниковия период – черен емпетрум и разпростряна сибалдия. Освен това се срещат и шиполист, слоново хоботниче, скална острица и други.

## Фауна
Резерват „Юлен“ има сравнително богат животински свят. От бозайниците се срещат мечката, вълкът и други. От най-голямо значение са птиците, които са най-многобройните представители на фауната в резервата. Характерни представители на птиците са синигер, кълвач, сокерица, глухарче и балкански кеклик и други.

## Забележителности
На територията на резерват „Юлен“ са намира антична крепост, която представлява интерес за туристите. Крепостта е разположена на около 12 km от град Банско. В района на крепостта са правени археологически разкопки и е установено, че укреплението датира от преди Римската империя да завладее тези земи. Крепостта е дълга близо 100 m, а е широка между 25 и 40 m. От укреплението се е запазил невисок зид от северната стена на крепостта. Намерени са също и части от ръчно изработени глинени съдове.